# 菊川町 (山口県)
菊川町（きくがわちょう）は、かつて山口県に存在した町。旧豊浦郡。
2005年、旧・下関市等と合併し下関市となり消滅した。

## 地理
町全体が緩やかな山地に囲まれた盆地地形となっており、盆地の中心付近に人口が集中している。町の中央を木屋川が南北に流れ、周囲の田畑を潤している。旧・下関市とは山一つ隔てた位置にある。

## 小日本（こにっぽん）
この地域は「小日本（こにっぽん）」とも言われているが、その語源は「杢路子噺（むくろうじばなし）」と言われる民話に端を発するものである。
杢路子噺とは、長府毛利藩時代、杢路子（むくろうじ）の庄屋の親子が正月挨拶のため長府の町に向けて出かけた際、貴飯峠（きばとうげ）の眼下に広がる盆地を見て、息子が「小日本」と言い得た、とされる話をまとめたものであり、この地域を中心に語り継がれている。

## 歴史
- 1955年（昭和30年）4月10日 - 菊川村・豊東村および内日村の一部（大字日新）が合併して菊川町が発足。
- 2005年（平成17年）2月13日 - 下関市・豊田町・豊浦町・豊北町と合併し、改めて下関市が発足。同日菊川町廃止。

## 産業

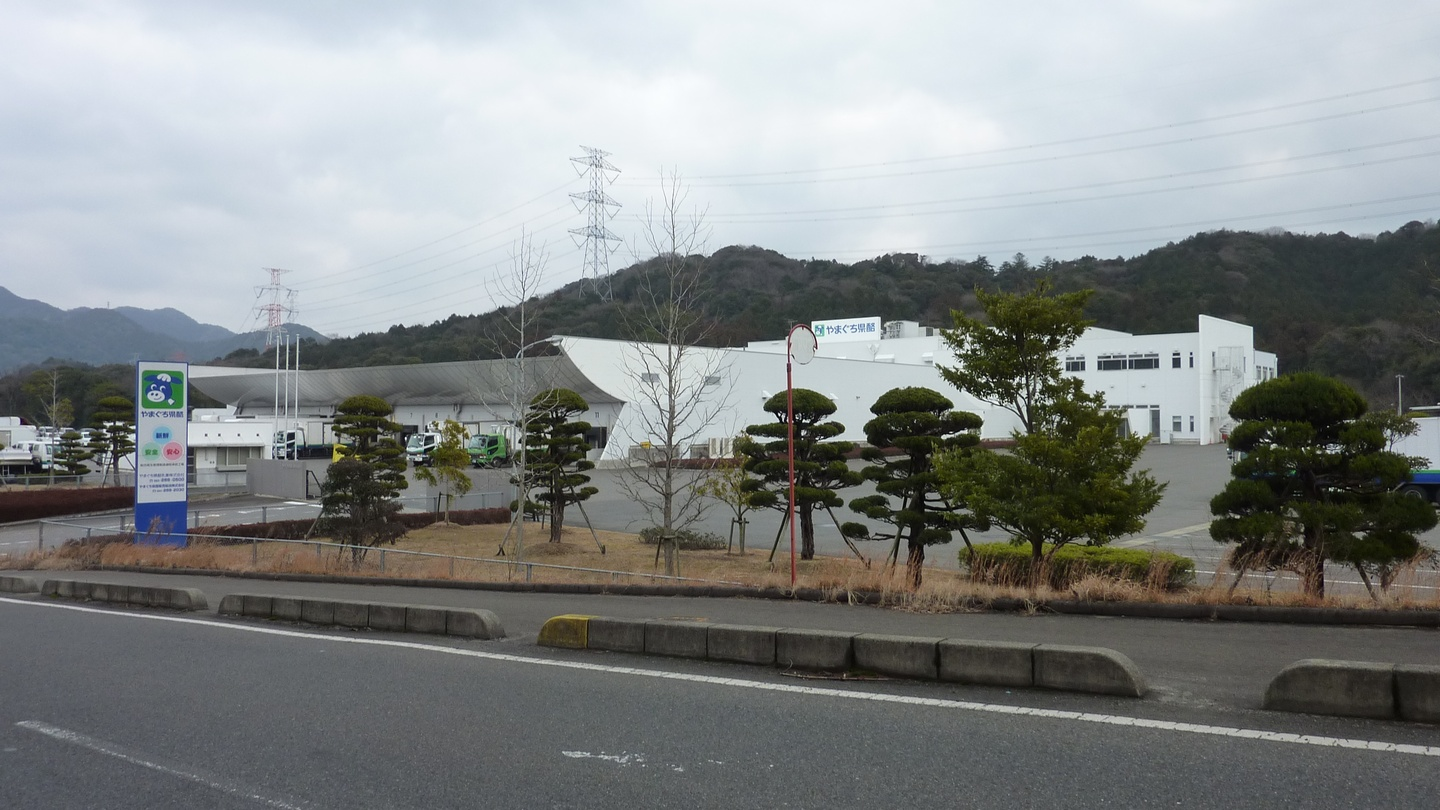
やまぐち県酪乳業

農業（稲作）が中心。特産品としてそうめんが伝統的に作られている。
学校給食向けの牛乳の生産やその他乳製品を広く生産している県内最大の乳業メーカーであるやまぐち県酪乳業の本社がある。
道の駅きくがわでは、焼き素麺等の特産品を活かした料理を食べることができ、中でも苺ソフトクリームは絶品。

## 交通

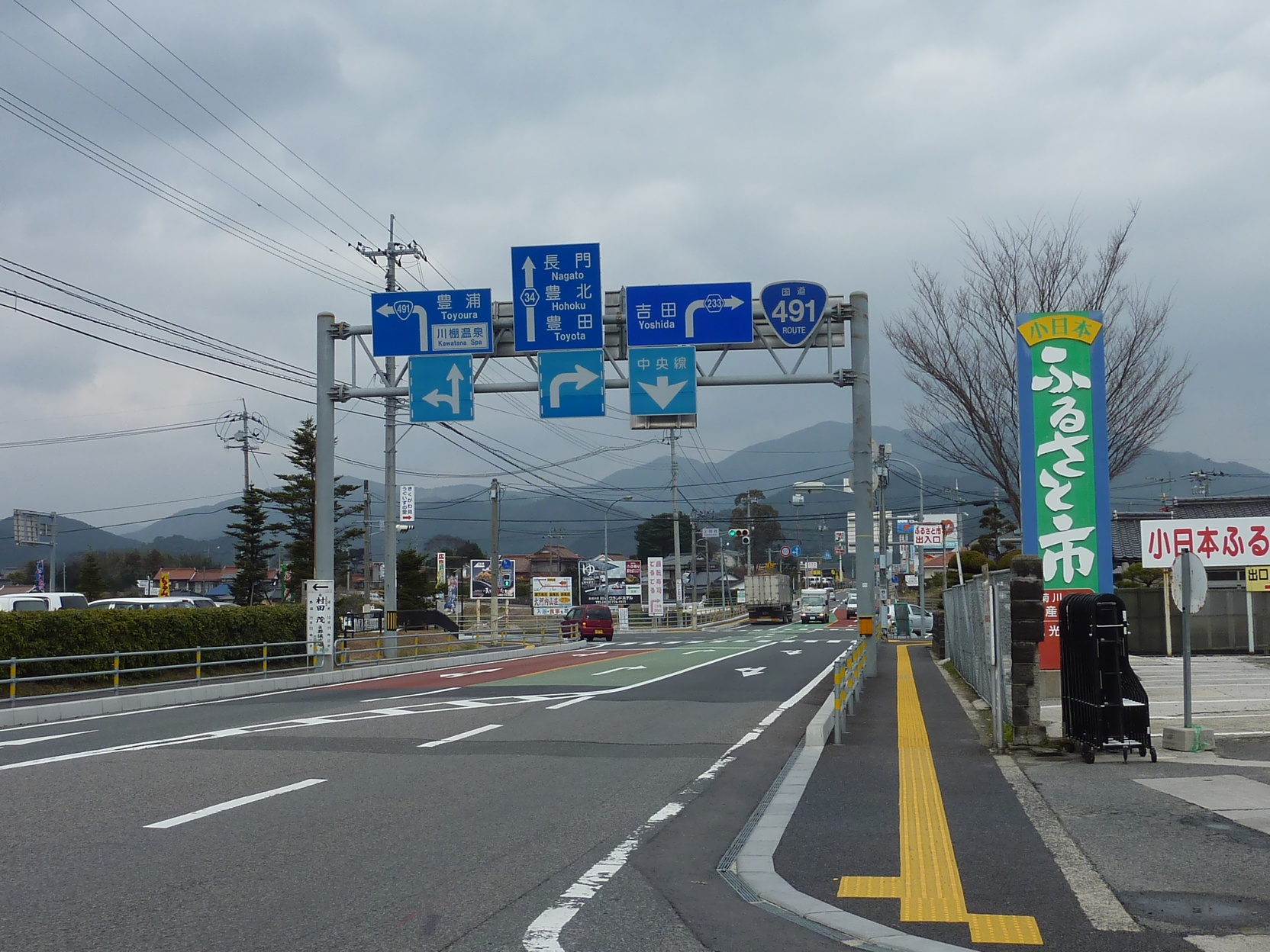
国道491号（道の駅きくがわ前）

### 鉄道
なし。菊川町発足翌年の1956年までは長門鉄道が町内を通っていた。

### 道路
- 高速道路
  - 中国自動車道

- 一般国道
  - 国道491号
- 主要地方道
  - 山口県道34号下関長門線
  - 山口県道35号豊浦菊川線
  - 山口県道40号豊浦清末線
- 一般県道
  - 山口県道233号美祢菊川線
  - 山口県道260号宇賀山陽線
  - 山口県道261号豊浦久野線
  - 山口県道265号七見小月線
  - 山口県道266号日野吉田線

### バス
- サンデン交通
- 菊川町生活福祉バス

## 主要施設
- 道の駅きくがわ
- 中山渓
- 菊川温泉

他